# Melodinus insularis
Melodinus insularis là một loài thực vật có hoa trong họ La bố ma. Loài này được (Markgr.) Fosberg mô tả khoa học đầu tiên năm 1990.